# Liga Mundial de Polo Aquático Masculino de 2002
A Liga Mundial de Polo Aquático Masculino de 2002 foi a primeira edição da Liga Mundial, organizado pela FINA. A Super Final aconteceu em Patras, Grécia, com a vitória da Seleção Russa de Polo Aquático.

## Classificação final
| \| Ranking \| Time \| \| ------- \| -------------- \| \| 1 \| Rússia \| \| 2 \| Espanha \| \| 3 \| Hungria \| \| 4 \| Grécia \| \| 5 \| Itália \| \| 6 \| Estados Unidos \| \| 7 \| Croácia \| \| 8 \| Brasil \| |                |
| Ranking | Time           |
| 1 | Rússia         |
| 2 | Espanha        |
| 3 | Hungria        |
| 4 | Grécia         |
| 5 | Itália         |
| 6 | Estados Unidos |
| 7 | Croácia        |
| 8 | Brasil         |